# هيلانا
هيلانا (بالإنجليزية: Helena, Georgia)‏ هي مدينة تقع في مقاطعة تيلفير, مقاطعة ويلر بولاية جورجيا في الولايات المتحدة. تبلغ مساحة هذه المدينة 5.5 (كم²)، وترتفع عن سطح البحر 73 م، بلغ عدد سكانها 2307 نسمة في عام 2010 حسب إحصاء مكتب تعداد الولايات المتحدة.

## وصلات خارجية
- Cities & Counties - Georgia.gov